# Brett Favre
Brett Lorenzo Favre (Gulfort, Mississipi, EUA, 10 d'octubre de 1969) és un exjugador de futbol americà, que ha estat el rerequart titular dels Green Bay Packers des de 1992 fins al 2007, i posteriorment va jugar el 2008 en els New York Jets i els anys 2009 i 2010 en els Minnesota Vikings.

## Biografia
Brett Lorenzo Favre és una estrella de la NFL. Escollit en segona ronda de draft de 1991 per Atlanta Falcons, Favre va fitxar per Green Bay Packers l'any 1992. Un cop a Green Bay, Favre va esdevenir l'autèntic líder de l'equip.
Just un any abans, Favre havia anunciat que entrava en un programa de rehabilitació de calmants, degut la seva addicció a la vicodina.
El setembre de 2024, Favre revelà que se li havia diagnosticat la malaltia de Parkinson.